# La Tuilière
La Tuilière és un municipi francès situat al departament del Loira i a la regió d'Alvèrnia-Roine-Alps. L'any 2007 tenia 299 habitants.

## Demografia

### Població
El 2007 la població de fet de La Tuilière era de 299 persones. Hi havia 128 famílies de les quals 40 eren unipersonals (20 homes vivint sols i 20 dones vivint soles), 40 parelles sense fills, 40 parelles amb fills i 8 famílies monoparentals amb fills.
La població ha evolucionat segons el següent gràfic:
Habitants censats

### Habitatges
El 2007 hi havia 188 habitatges, 134 eren l'habitatge principal de la família, 36 eren segones residències i 17 estaven desocupats. 177 eren cases i 11 eren apartaments. Dels 134 habitatges principals, 116 estaven ocupats pels seus propietaris, 17 estaven llogats i ocupats pels llogaters i 1 estava cedit a títol gratuït; 1 tenia dues cambres, 10 en tenien tres, 35 en tenien quatre i 89 en tenien cinc o més. 91 habitatges disposaven pel capbaix d'una plaça de pàrquing. A 62 habitatges hi havia un automòbil i a 58 n'hi havia dos o més.

### Piràmide de població
La piràmide de població per edats i sexe el 2009 era:
| Homes | Edats   | Dones |
| ----- | ------- | ----- |
| 0     | 95 o +  | 4     |
| 0     | 90 a 94 | 0     |
| 8     | 85 a 89 | 4     |
| 4     | 80 a 84 | 8     |
| 16    | 75 a 79 | 4     |
| 12    | 70 a 74 | 24    |
| 4     | 65 a 69 | 12    |
| 12    | 60 a 64 | 8     |
| 16    | 55 a 59 | 0     |
| 12    | 50 a 54 | 16    |
| 24    | 45 a 49 | 8     |
| 8     | 40 a 44 | 20    |
| 4     | 35 a 39 | 0     |
| 8     | 30 a 34 | 8     |
| 12    | 25 a 29 | 4     |
| 8     | 20 a 24 | 0     |
| 8     | 15 a 19 | 8     |
| 8     | 10 a 14 | 8     |
| 0     | 5 a 9   | 12    |
| 0     | 0 a 4   | 4     |

## Economia
El 2007 la població en edat de treballar era de 178 persones, 137 eren actives i 41 eren inactives. De les 137 persones actives 135 estaven ocupades (77 homes i 58 dones) i 2 estaven aturades (2 homes). De les 41 persones inactives 15 estaven jubilades, 10 estaven estudiant i 16 estaven classificades com a «altres inactius».

### Ingressos
El 2009 a La Tuilière hi havia 135 unitats fiscals que integraven 297 persones, la mediana anual d'ingressos fiscals per persona era de 15.046 €.

### Activitats econòmiques
Dels 11 establiments que hi havia el 2007, 1 era d'una empresa extractiva, 1 d'una empresa alimentària, 1 d'una empresa de fabricació d'altres productes industrials, 3 d'empreses de construcció, 1 d'una empresa de transport, 2 d'empreses d'hostatgeria i restauració i 2 d'empreses de serveis.
Els 3 serveis als particulars que hi havia el 2009 eren fusteries.
L'únic establiment comercial que hi havia el 2009 era una fleca.
L'any 2000 a La Tuilière hi havia 38 explotacions agrícoles que ocupaven un total de 952 hectàrees.

## Equipaments sanitaris i escolars
El 2009 hi havia una escola elemental integrada dins d'un grup escolar amb les comunes properes formant una escola dispersa.

## Poblacions més properes
El següent diagrama mostra les poblacions més properes.